# Golfo de Lagonoy
El golfo de Lagonoy es un gran golfo en la parte sureste de la isla de Luzón, al norte del país asiático de Filipinas, en las coordenadas geográficas 13° 35′ 0″ N, 123° 45′ 0″ E. Está separado del mar de las Filipinas por la península de Caramoan en el norte.
Tiene un ancho de 40 kilómetros, una profundidad de 90 kilómetros, y una superficie estimada en 3701 kilómetros cuadrados.

## Descripción
El golfo se encuentra en la costa oriental de la isla de Luzón. Aparece descrito en el segundo volumen del Diccionario geográfico, estadístico, histórico de las Islas Filipinas (1851) de Manuel Buzeta Núñez y Felipe Bravo con las siguientes palabras:

LAGONOY (seno de): en la costa E. de la isla de Luzon y de la prov. de Camarines-Sur; comprendido entre el cabo que forma la cordillera de montañas de Caramoan, al N. y la isla de San Miguel al S., cuya isla corresponde á la prov. de Albay como adyacente á la costa de Luzon, perteneciente á esta prov. La línea que forman las islas de Cacraray, Batan y Bapurapu á continuacion de la de San Miguel con una pequeña proyeccion al E. S. E. determinada ya antes por la misma forma de la costa de Luzon, y la isla de Catanduanes al frente del cabo de Caramoan, determinan la entrada de este seno: entre la misma isla de Catanduanes y el cabo de Caramoan resulta un canal espacioso aunque con numerosos escollos próximos á la costa de Luzon y varias islitas que estrechan esta boca superior del seno. La boca inferior y esterior se halla comprendida entre la costa S. de Catanduanes y la N. de la espresada línea de islitas que siguen la direccion de la costa de Luzon; en esta parte dicha boca mira al E. con una pequeña proyeccion al S. E.; la boca interior se halla estrechada por la punta Minso al N. y la Sibauan al S. que se hallan la primera en los 127° 26' long., 13° 39' 30" lat., y la segunda en los 127° 18' 10" long., 13° 30' lat. En este seno desaguan el r. de Lagonoy que le da nombre el de Cainalansan, el de San Miguel, el de Sapan y el de Sangay cuyas bocas se hallan en la costa interior del seno, cuyo punto mas retirado está en los 127° 13' 30" long., 13° 40' lat. Este espacioso seno es un verdadero mar entre los confines litorales de las prov. de Albay y Camarines-Sur.
(Buzeta y Bravo, 1851, p. 136)